# Suore di carità dell'Immacolata Concezione (Saint John)
Le Suore di Carità dell'Immacolata Concezione (in inglese Sisters of Charity of the Immaculate Conception) sono un istituto religioso femminile di diritto pontificio: le suore di questa congregazione pospongono al loro nome la sigla S.C.I.C.

## Storia

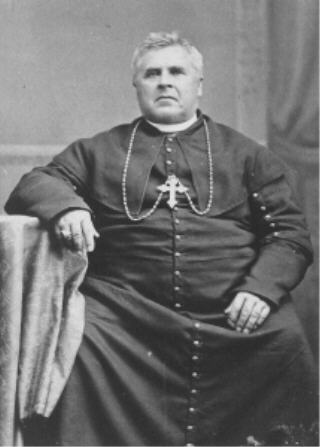
Thomas Louis Connolly, fondatore della congregazione

La congregazione fu fondata da Honora Conway insieme con Thomas Louis Connolly, vescovo di Saint John: nel 1852 Connolly inviò la Conway a prepararsi alla vita religiosa nel noviziato di Mount Saint Vincent delle suore della carità di New York e il 21 ottobre 1854 la fondatrice, insieme con quattro compagne, diede inizio a Saint John al nuovo istituto.
Inizialmente le suore assunsero come finalità la cura degli orfani; nel 1877 iniziarono a dedicarsi anche all'istruzione e nel 1888 all'assistenza agli anziani. Nel 1924 aprirono anche scuole e ospedali per gli indiani maliseet e nel 1927 aprirono la loro prima missione in Perù.
L'istituto ricevette il pontificio decreto di lode il 19 maggio 1914 e le sue costituzioni furono approvate definitivamente dalla Santa Sede il 10 febbraio 1937.

## Attività e diffusione
Le suore si dedicano all'istruzione e all'educazione cristiana della gioventù e alla cura di anziani e ammalati.
Oltre che in Canada, le suore sono presenti in Irlanda e Perù; la sede generalizia è a Saint John, nel Nuovo Brunswick.
Alla fine del 2011 la congregazione contava 103 religiose in 7 case.